# جيونجانو
جيونجانو، (بالإنجليزية: Giungano)‏، (كامبانيل:Jungane)، هي بلدة و(بلدية) في مقاطعة ساليرنو، في منطقة كامبانيا، بجنوب غرب إيطاليا.

## السكان
في سنة 1861 بلغ عدد السكان 835 نسمة، وتطور العدد ليصل في سنة 2011 لـ 1٬249 نسمة.
يظهر هذا المخطط البياني تطور النمو السكاني لـ جيونجانو